# Blutmai

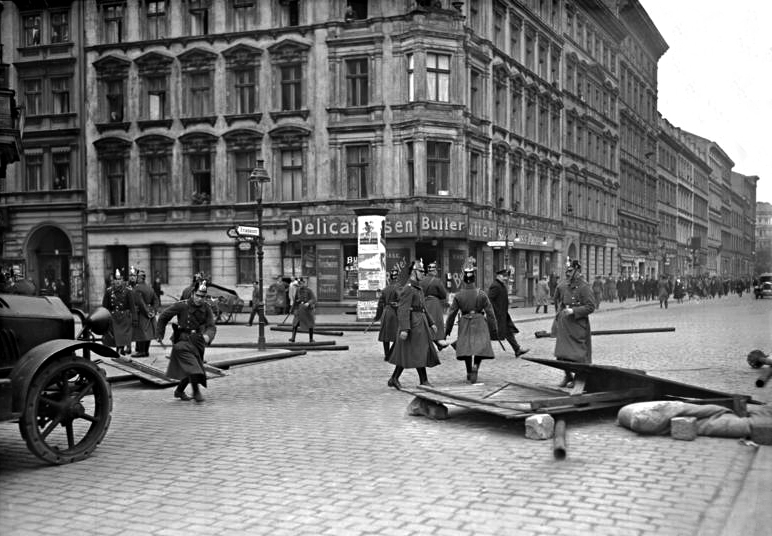
Majoroligheter i Berlin 1 maj 1929

Blutmai (vid tidpunkten för händelserna också kallade Majoroligheterna), ungefär "blodiga maj", var de oroligheter som ägde rum första-tredje maj 1929 i Berlin. Polisens kraftfulla insatser ledde till att många demonstranter, men även icke deltagande, dödades eller skadades.
Benämningen "blodiga maj" kommer från den uppmaning till strejk som KPD utropade andra maj 1929, i vilken det hette:"Zörgiebels blodiga maj − en förberedelse till det imperialistiska kriget! Slakten på Berlins arbetare är ett förspel till den imperialistiska slakten på massorna!"

## Bakgrund

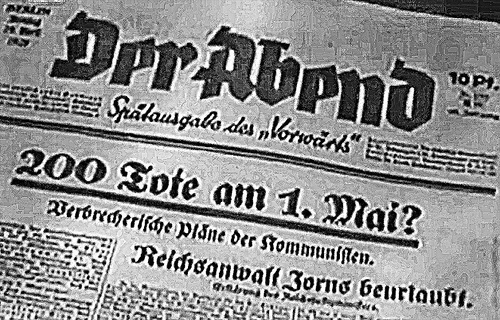
„200 döda på 1 maj?“
"Kommunistiska förberedelser till brott"
(Senare utgåva av Vorwärts, Berlin, 29 april 1929)

År 1924 förbjöds första maj-demonstrationer utomhus utan att det ledde till några större protester. År 1929 hade det inrikespolitiska läget i Tyskland emellertid blivit så allvarligt att det ledde till omfattande oroligheter.
28 september 1928 upphävde den preussiska inrikesministern Albert Grzesinski (SPD) det yttrandeförbud som man ålagt Adolf Hitler, ledaren för NSDAP. Den 16 november samma år höll Hitler sitt första offentliga tal i Berliner Sportpalast. Detta försvårade det inrikespolitiska läget så mycket att det ledde till våldsamma sammandrabbningar där flera människor omkom. Chefen för Berlins polis, Karl Zörgiebel, förbjöd därför 13 december 1928 politiska sammankomster utomhus. 21 mars 1929 utsträckte Grzesinski förbudet att gälla i hela Preussen.
I april 1929 fastställdes demonstrationsförbudet att gälla även för första maj, medan KPD fortsatte mana till samling den dagen. Detta ledde till misstankar om att KPD planerade ett uppror och räknade med många döda: "200 döda på 1 maj?" utropade tidningen Vorwärts, SPD:s partiorgan. Zörgiebel anklagades för att försöka förhindra KPD-demonstrationen som "Socialdemokraternas partisekreterare" (citat av Carl von Ossietzky efter händelserna) eftersom man fruktade att KPD kunde mobilisera fler anhängare än SPD och fackförbunden.

## Oroligheterna 1-3 maj

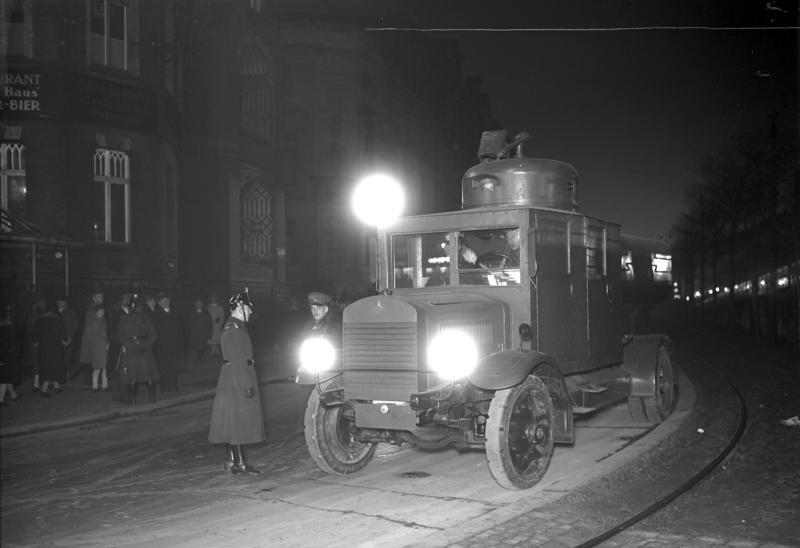
Vattenkanon ur Berlins ordningspolis

30 april 1929 delade KPD ut flygblad, enligt vilka demonstrationsförbudet skulle ha upphävts, vilket inte var sant. På morgonen första maj var ungefär 8000 man i grupper om 50-500 personer ute på gatorna, främst i arbetarstadsdelarna Wedding och Neukölln. Detta var betydligt färre än vad KPD hoppats på och färre än vad polisen fruktade. Första maj 1929 inföll detta år på en onsdag och till skillnad från många andra tyska delstater var dagen inte en helgdag.
På morgonen inleddes polisens insats mot demonstranterna och man använde sig bland annat av batonger och vattenkanoner. Man avlossade även varningsskott.

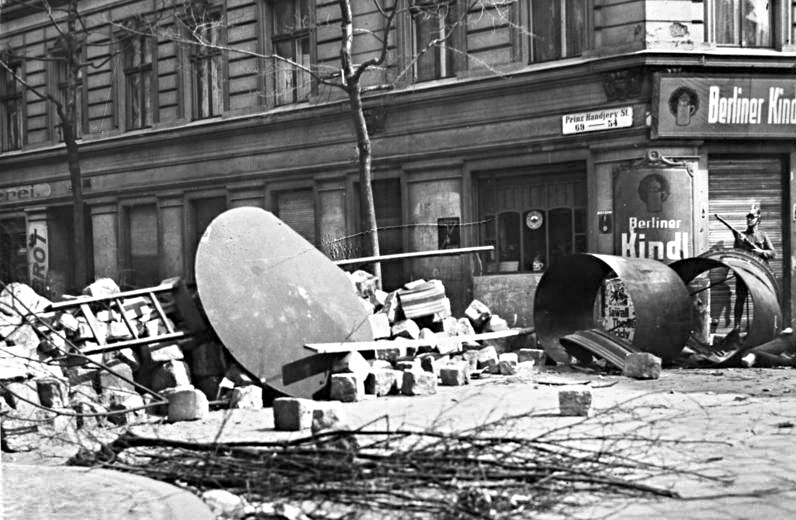
Gatubarrikader i Rollbergkvarteren (Neukölln)

SPD och fackförbunden åtlydde demonstrationsförbudet och firade därför första maj inomhus. Efter att ha deltagit i ett möte i Sportpalast blev Max Gmeinhardt, medlem i SPD och i organisationen Reichsbanner Schwarz-Rot-Gold, skjuten av polisen. Orsaken var att han inte tillräckligt snabbt åtlydde polisens order att stänga fönstret i sin lägenhet på Kösliner Straße. Konflikten tilltog. På eftermiddagen hade demonstranter byggt en mindre barrikad för att hindra polisfordonens framkomst. Polisen satte då in bepansrade fordon, utrustade med kulsprutor, fordon som egentligen var avsedda för att skydda polisen om dessa angreps med skjutvapen. Polisen besköt bostadshus där demonstranter hängt ut röda fanor.
Andra maj utlyste KPD en storstrejk som protest mot polisens våld, en strejk där 25 000 arbetare kom att delta. Polisinsatserna i Berlin fortsatte emellertid och den 2 - 3 maj finkammade man arbetarstadsdelarna, utförde husrannsakningar och arresterade ett stort antal människor. I riksdagen uppstod tumult när Wilhelm Pieck kallade Zörgiebel för "mördare", medan SPD å sin sida försvarade polisinsatserna. Zörgiebel uppmanade polisen att hålla igen, men bidrog själv till att konflikten eskalerade genom att driva igenom ett förbud mot gatutrafik och att införa mörkläggning, vilket i praktiken innebar att stora delar av Berlin försattes i undantagstillstånd. Utegångsförbud infördes, fönster mot gatan skulle hållas stängda och rummen fick inte vara upplysta. Utgivningen av Die Rote Fahne, KPD:s partiorgan, förbjöds under sju veckor. Strax före midnatt 3 maj 1929 sköts den nyzeeländske journalisten Charles Mackay ihjäl av polisen, förmodligen för att han inte förstod polisens order att avlägsna sig från gatan. Han kom att bli det sista dödsoffret och under perioden fram till 6 maj minskade oroligheterna så mycket att trafikförbudet och mörkläggningstvånget kunde hävas.

## Följder
Efter anklagelser om att KDF provocerat fram oroligheterna och försökt sig på en kupp, ingrep myndigheterna mot partiet och dess organ. Organisationen Roter Frontkämpferbund (RFB) förbjöds tredje maj i Preussen och sjätte maj i hela Tyskland efter ett beslut av riksinrikesministern  Carl Severing (SPD). Förbudet utlystes i hela riket från 14 maj. Man övervägde även att förbjuda KPD, men avstod eftersom det inte bedömdes vara möjligt att utföra.

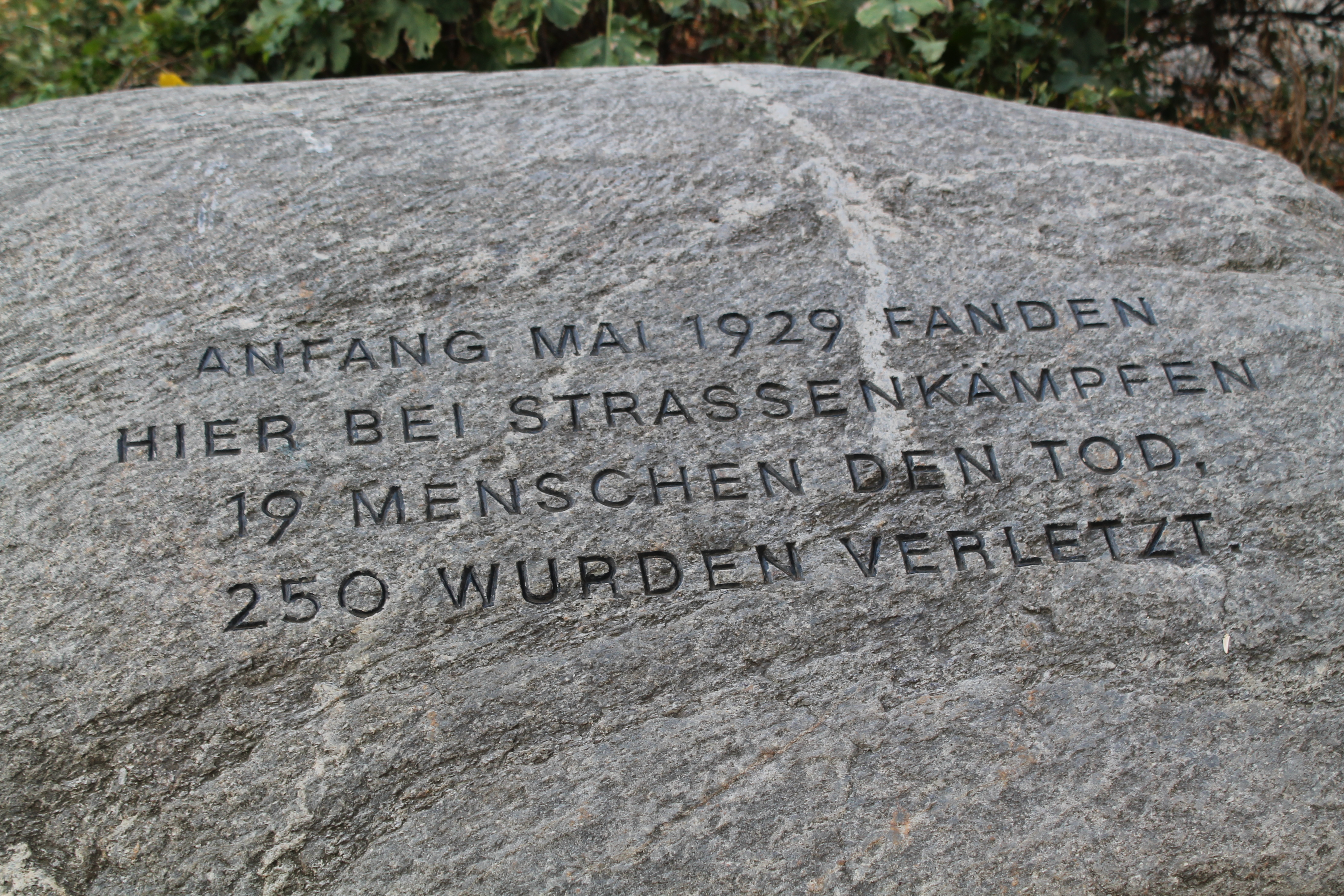
Till minne av Blutmai 1929, nära Walter-Röber-Brücke (Wiesenstraße)

Sammanlagt omkom 22 civila och 198 skadades vid oroligheterna. På andra sidan skadades 47 poliser (enligt Buchner, Schirmann anger 32 döda, andra källor upp till 38). Polisens påstående om att demonstranter varit beväpnade med skjutvapen visade sig inte vara korrekt, eftersom man senare konstaterade att den enda polisen med skottskador fått dessa genom ett vådaskott med sitt eget vapen. Polisens ammunitionsförbrukning var enligt officiella uppgifter 11 000 skott.
Det gjordes aldrig någon officiell undersökning av de påstådda polisövergreppen och ingen polisman ställdes inför rätta. Försvarsadvokaten Hans Litten grundade tillsammans med Alfred Döblin, Heinrich Mann och Carl von Ossietzky "Kommittén för undersökningen av majhändelserna" i syfte att ge stöd åt de åtalade arbetarna. Av de 1228 gripna personerna hade var tionde direkt eller indirekt samröre med KPD och 89 var medlem i RFB. I slutänden ledde oroligheterna till 43 domar, där den sammanlagda strafftiden var knappt tio år och det längsta fängelsestraffet blev nio månader.
KPD nekade till kuppanklagelserna men försökte samtidigt vända dem till sin fördel i propagandasyfte. Vid begravningen av de som omkommit vid oroligheterna den åttonde maj sade  Ernst Thälmann: "Kommunistpartiet vill uttrycka sin fulla solidaritet med alla de som stod på barrikaderna." De ledande SPD-företrädarnas stöd till polisen fick tjäna som bevis på att SPD var socialfascister. Som ett led i KPD:s agitprop-strategi skrev författaren Klaus Neukrantz år 1931 ett reportagehäfte kallat Barrikaden am Wedding och han arbetade även tillsammans med Hanns Eisler med sången "Roter Wedding". KPD:s inställning till händelserna i Berlin ökade söndringen mellan de olika arbetarpartierna och detta banade väg för NSDAP:s framgångar i delstatsvalet i Sachsen 12 maj 1929.